# Президентски избори в Румъния (2014)
Президентските избори в Румъния през 2014 година се провеждат на 2 ноември. На 16 ноември се състои втори тур, на който се явяват кандидатите Клаус Йоханис и Виктор Понта. Печели Клаус Йоханис с 54.43 процента (6 288 769 гласа).

## Кандидати
В изборите взимат участие 14 кандидати, от които четирима са независими.
| Фото | Кандидат               | Излъчен от / като                                                                           |
| ---- | ---------------------- | ------------------------------------------------------------------------------------------- |
|      | Мирча Джоана           | Социалдемократическа партия + Национален съюз за напредък на Румъния + Консервативна партия |
|      | Клаус Йоханис          | Националлиберална партия (Румъния) + Демократическа либерална партия + Гражданска сила      |
|      | Моника Маковей         | независим                                                                                   |
|      | Хунор Келемен          | Демократичен съюз на унгарците в Румъния                                                    |
|      | Елена Удреа            | (Partidul Mișcarea Populară (PMP)) + (Partidul Național Țărănesc Creștin Democrat (PNȚ-CD)) |
|      | Кълин Попеску-Търичану | независим                                                                                   |
|      | Уилям Брънза           | Екологична партия на Румъния                                                                |
|      | Константин Ротару      | Партия Социалистически Алианс (Partidul Alternativa Socialistă)                             |
|      | Корнелиу Вадим Тудор   | Велика Румъния                                                                              |
|      | Дан Диаконеску         | (Partidul Poporului – Dan Diaconescu)                                                       |
|      | Георге Фунар           | независим                                                                                   |
|      | Золт Зилаги            | (Partidul Popular Maghiar din Transilvania (PPMT))                                          |
|      | Мирел Мирча Амарийе    | PRODEMO Party                                                                               |
|      | Теодор Мелескану       | независим                                                                                   |

## Резултати
Клаус Йоханис е избран за президент